# 江田島市立鹿川小学校
江田島市立鹿川小学校（、英称:Etajima City Munipical Kanokawa Elementary School）は、広島県江田島市能美町鹿川に存在する公立小学校である。

## 沿革

### 開校以後
- 1873年（明治6年）
  - 10月 - 養賢舎を創立[注 1]。

## 学区

### 通学区域
特段の事情がない限り、以下の町域に居住している児童総員が同校へ通学し以下の中学校へ進学している。
- 江田島市立能美中学校の学区
  - 能美町鹿川の全域
  - 沖美町岡大王の全域
  - 沖美町畑の全域
  - 沖美町是長の全域

### 宗教施設
- 勝善寺 (江田島市)
- 専念寺 (江田島市)
- 長徳寺 (江田島市)

## 交通

### 車両
- 広島呉道路呉インターチェンジから車両45分程度
- 東広島呉自動車道阿賀インターチェンジから車両45分程度

### 鉄道
- 西日本旅客鉄道呉線
  - 呉駅から車両40分程度
  - 安芸阿賀駅から車両45分程度

### 船舶
- 中田港中町桟橋から車両5分程度

### バス
- 江田島バス
  - 鹿川小学校前から徒歩5分程度
  - 是長口から徒歩5分程度